# هدیه شفیعی
هدیه شفیعی (زادهٔ ۱۹۶۹) هنرمند ایرانی-آمریکایی هنرهای دیداری است.

## زندگی‌نامه
شفیعی در تهران متولد شد و در سال ۱۹۸۳ به ایالات متحده آمریکا مهاجرت کرد. او فارغ‌التحصیل کارشناسی رشتهٔ نقاشی از دانشگاه مریلند، کالج پارک (۱۹۹۳)، کارشناسی ارشد نقاشی از مؤسسه پرت (۱۹۹۹) و کارشناسی ارشد در رشتهٔ تصویربرداری و هنر دیجیتال از دانشگاه مریلند، شهرستان بالتیمور (۲۰۰۴) است.
بسیاری از آثار او شامل طومارهایی از کاغذ رنگی است که روی آنها خوشنویسی شده است؛ شفیعی این طومارها را به عنوان «بخشی مجسمه، بخشی طراحی، بخشی از کتاب هنرمند» توصیف کرده است.
آثار او توسط موزه بریتانیا، موزه هنر متروپولیتن، موزه ویکتوریا و آلبرت، موزه هنر شهرستان لس آنجلس (LACMA) موزه هنر شلدون و وزارت امور خارجه ایالات متحده نمایش داده شده و در مجموعهٔ آنها نگهداری می‌شود.